# Matheus Lima Magalhães
Matheus Lima Magalhães (Belo Horizonte, Minas Gerais, 29 de marzo de 1992), conocido como Matheus, es un futbolista brasileño. Juega de guardameta y su equipo es el Estrella Roja de Belgrado de la Superliga de Serbia.

## Trayectoria

### América Mineiro
Comenzó su carrera en las inferiores del América Futebol Clube, y formó parte del primer equipo desde el año 2012. Debutó profesionalmente el 19 de septiembre de 2002 en la derrota por 0-2 ante el Clube Atlético Bragantino en la Serie B.

### Braga
El 4 de julio de 2014 fue fichado por cinco años por el S. C. Braga de Portugal. Debutó en la Primeira Liga el 27 de septiembre en la derrota por 3-0 contra el Rio Ave F. C. En su primer año en Braga se ganó la titularidad bajo la competencia de Stanislav Kritsyuk. Renovó su contrato con el club el 15 de marzo de 2018 hasta el año 2023.[cita requerida]
El 4 de febrero de 2025, tras más de una década en el club, fue cedido, con una opción de compra de tres millones de euros, al Ajax de Ámsterdam hasta final de temporada. Esta no se hizo efectiva y se acabó marchando definitivamente al Estrella Roja de Belgrado, con el que firmó hasta junio de 2027.

## Estadísticas
Actualizado al último partido disputado el 27 de abril de 2025.
| Club | Div.          | Temporada     | Liga  | Liga  | Copas nacionales(1) | Copas nacionales(1) | Copas internacionales(2) | Copas internacionales(2) | Estatal(3) | Estatal(3) | Total | Total |
| Club | Div.          | Temporada     | Part. | Goles | Part.               | Goles               | Part.                    | Goles                    | Part.      | Goles      | Part. | Goles |
| --- | ------------- | ------------- | ----- | ----- | ------------------- | ------------------- | ------------------------ | ------------------------ | ---------- | ---------- | ----- | ----- |
| América Mineiro · Brasil | 2.ª           | 2012          | 4     | 0     | ―                   | ―                   | ―                        | ―                        | 0          | 0          | 4     | 0     |
| América Mineiro · Brasil | 2.ª           | 2013          | 33    | 0     | 2                   | 0                   | ―                        | ―                        | 1          | 0          | 36    | 0     |
| América Mineiro · Brasil | 2.ª           | 2014          | 10    | 0     | 3                   | 0                   | ―                        | ―                        | 13         | 0          | 26    | 0     |
| América Mineiro · Brasil | Total club    | Total club    | 47    | 0     | 5                   | 0                   | 0                        | 0                        | 14         | 0          | 66    | 0     |
| S. C. Braga Portugal | 1.ª           | 2014-15       | 23    | 0     | 0                   | 0                   | ―                        | ―                        | ―          | ―          | 23    | 0     |
| S. C. Braga Portugal | 1.ª           | 2015-16       | 3     | 0     | 10                  | 0                   | 12                       | 0                        | ―          | ―          | 25    | 0     |
| S. C. Braga Portugal | 1.ª           | 2016-17       | 6     | 0     | 5                   | 0                   | 4                        | 0                        | ―          | ―          | 15    | 0     |
| S. C. Braga Portugal | 1.ª           | 2017-18       | 34    | 0     | 3                   | 0                   | 12                       | 0                        | ―          | ―          | 49    | 0     |
| S. C. Braga Portugal | 1.ª           | 2018-19       | 3     | 0     | 0                   | 0                   | 2                        | 0                        | ―          | ―          | 5     | 0     |
| S. C. Braga Portugal | 1.ª           | 2019-20       | 29    | 0     | 4                   | 0                   | 8                        | 0                        | ―          | ―          | 41    | 0     |
| S. C. Braga Portugal | 1.ª           | 2020-21       | 32    | 0     | 7                   | 0                   | 6                        | 0                        | ―          | ―          | 45    | 0     |
| S. C. Braga Portugal | 1.ª           | 2021-22       | 32    | 0     | 2                   | 0                   | 11                       | 0                        | ―          | ―          | 45    | 0     |
| S. C. Braga Portugal | 1.ª           | 2022-23       | 32    | 0     | 6                   | 0                   | 7                        | 0                        | ―          | ―          | 45    | 0     |
| S. C. Braga Portugal | 1.ª           | 2023-24       | 34    | 0     | 2                   | 0                   | 12                       | 0                        | ―          | ―          | 48    | 0     |
| S. C. Braga Portugal | 1.ª           | 2024-25       | 17    | 0     | 3                   | 0                   | 11                       | 0                        | ―          | ―          | 31    | 0     |
| S. C. Braga Portugal | Total club    | Total club    | 245   | 0     | 42                  | 0                   | 85                       | 0                        | 0          | 0          | 372   | 0     |
| Ajax de Ámsterdam · Países Bajos | 1.ª           | 2024-25       | 9     | 0     | ―                   | ―                   | 1                        | 0                        | ―          | ―          | 10    | 0     |
| Ajax de Ámsterdam · Países Bajos | Total club    | Total club    | 9     | 0     | 0                   | 0                   | 1                        | 0                        | 0          | 0          | 10    | 0     |
| Estrella Roja de Belgrado Serbia | 1.ª           | 2025-26       | 0     | 0     | 0                   | 0                   | 0                        | 0                        | ―          | ―          | 0     | 0     |
| Estrella Roja de Belgrado Serbia | Total club    | Total club    | 0     | 0     | 0                   | 0                   | 0                        | 0                        | 0          | 0          | 0     | 0     |
| Total carrera | Total carrera | Total carrera | 301   | 0     | 47                  | 0                   | 86                       | 0                        | 14         | 0          | 448   | 0     |
| (1) Incluye datos de la Copa de Brasil, la Copa de Portugal, la Copa de la Liga de Portugal y la Supercopa de Portugal. (2) Incluye datos de la Liga de Campeones de la UEFA, Liga Europa de la UEFA y Liga Europa Conferencia de la UEFA. (3) Incluye datos del Campeonato Mineiro 1. |               |               |       |       |                     |                     |                          |                          |            |            |       |       |

## Palmarés

### Títulos nacionales
| Título                      | Club        | País     | Año     |
| --------------------------- | ----------- | -------- | ------- |
| Copa de Portugal            | S. C. Braga | Portugal | 2015-16 |
| Copa de la Liga de Portugal | S. C. Braga | Portugal | 2019-20 |
| Copa de Portugal            | S. C. Braga | Portugal | 2020-21 |
| Copa de la Liga de Portugal | S. C. Braga | Portugal | 2023-24 |

## Vida personal
Su hermano mayor Moisés también es futbolista profesional.